# Westernach’sches Kaplaneihaus

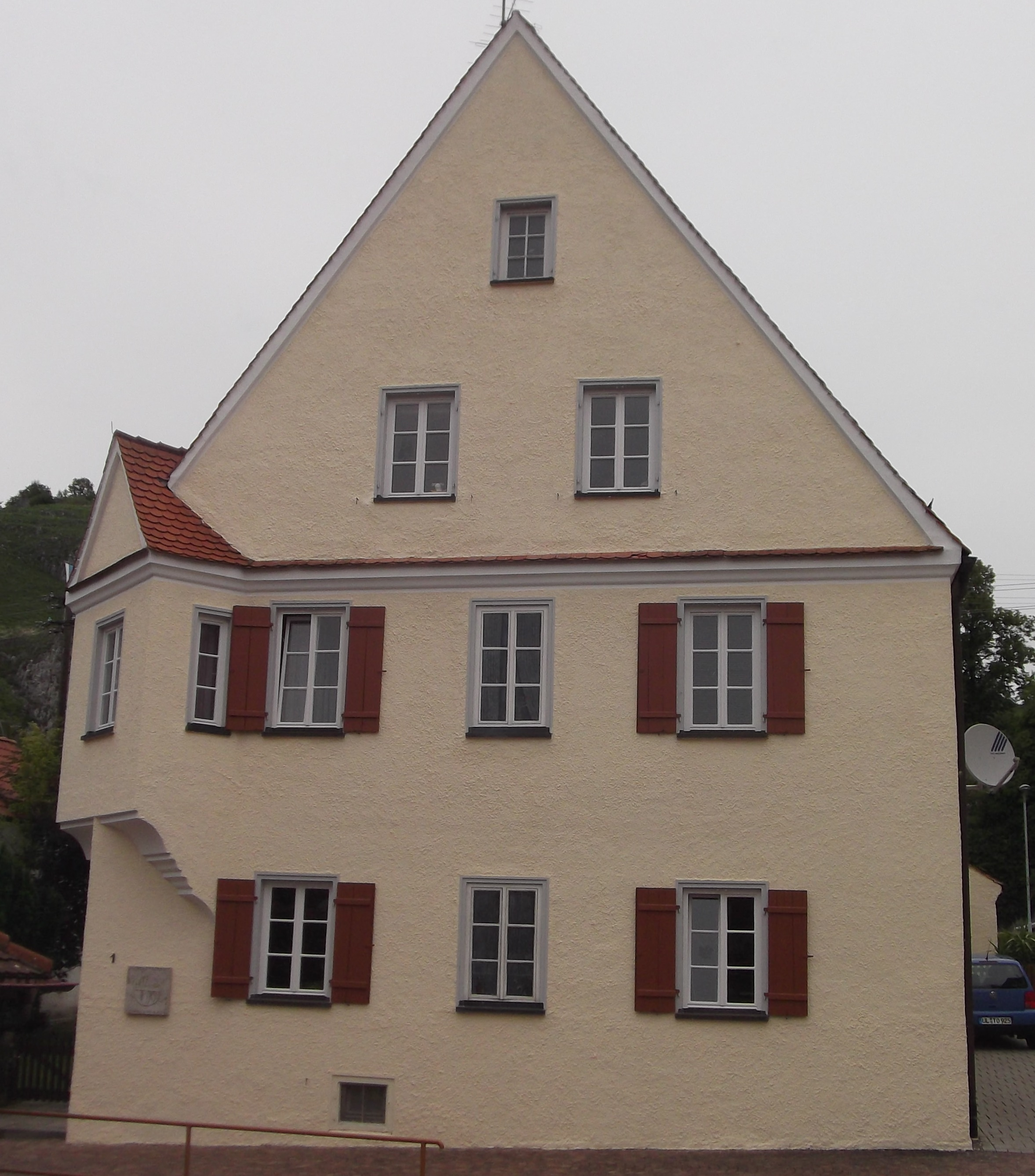
Westernachsches Kaplaneihauses in Schelklingen, erbaut 1599, von Süden

Das ehemalige Westernachsche Kaplaneihaus ist ein Renaissancehaus für einen Kleriker des Klosters Urspring in der Stadt Schelklingen im Alb-Donau-Kreis in Baden-Württemberg.

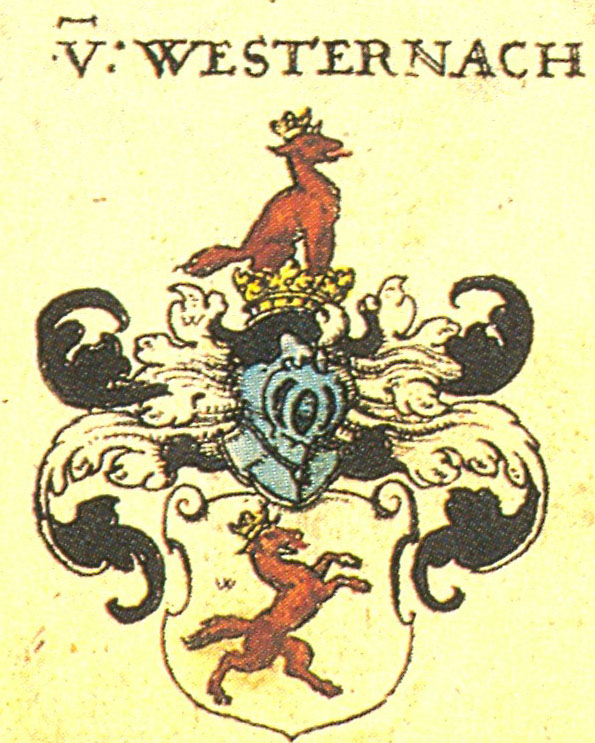
Wappen der Freiherren von Westernach nach Siebmacher, ein steigender Wolf

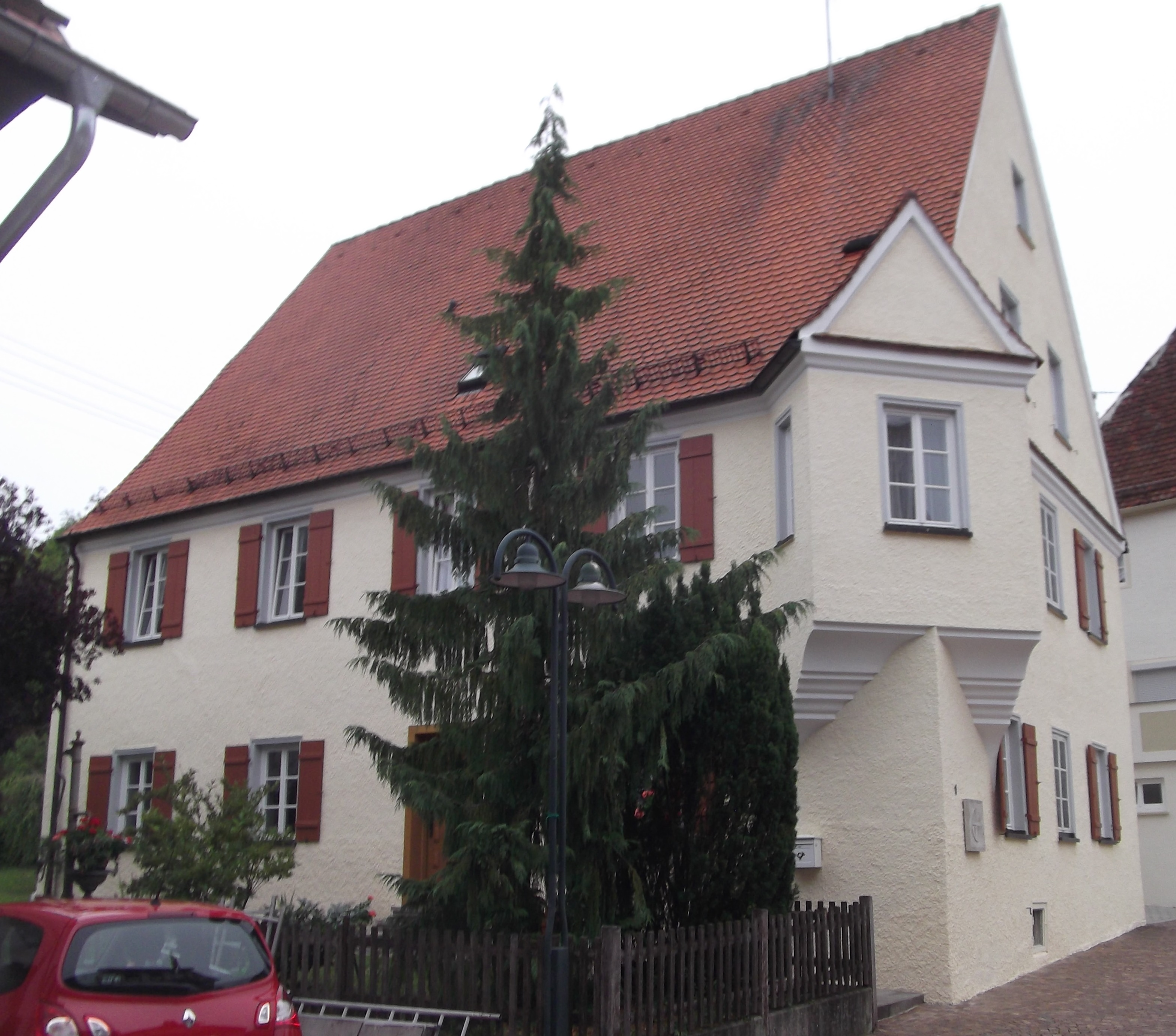
Westernachsches Kaplaneihauses in Schelklingen, erbaut 1599, von Südwest mit Eckerker

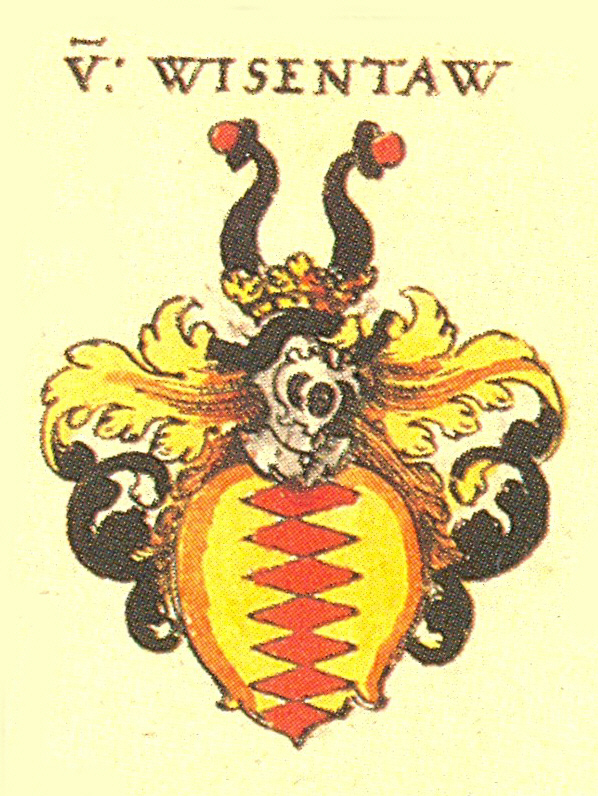
Wappen der Freiherren von Wiesenthau nach Siebmacher, ein senkrechter roter Balken mit Rauten

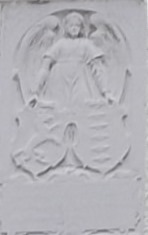
Bauinschrift über dem Eingang des ehemaligen Westernachschen Kaplaneihauses in Schelklingen, erbaut 1599, mit Allianzwappen von Westernach (links) und von Wiesenthau (rechts) (Draufsicht)

## Lage
Das Haus steht an der Nordseite der Kanzleigasse (Kanzleigasse 1). Die Nordwand des Hauses bildete einen Teil der Stadtmauer. Im Gegensatz zu den meisten Schelklinger Häusern verläuft die Traufseite nicht parallel zu Straße, sondern das Haus wendet seine Giebelseite der Straße zu. Diese Ausrichtung des Hauses war beabsichtigt, um das Gebäude mit Licht zu versorgen und einen Eckerker anbringen zu können.

## Geschichte
Der Vorgängerbau des jetzigen Gebäudes war im Besitz der Herren von Westernach. 1404 stiftete Konrad von Westernach auf einen Familienaltar im Kloster Urspring eine Pfründe, die Westernachsche Kaplanei. Der Kaplan erhielt als Wohnsitz ein Haus in Schelklingen.
Das Haus wurde 1599 vom Dillinger Werkmeister Jeremias Mayr neu errichtet, wie das Allianzwappen mit Inschrift über der Eingangstüre bezeugt: „Anno 1599 hat der Edel und Vest Erhart von Westernach Fürstl. Augspurgischer Rath und Hofmarschall zu Dillingen dis Pfründthaus widerumb von grundt auff Erbautt gott sey Lob.“ Erhard von Westernach (1541–1608) war verehelicht mit Katharina von Wiesenthau. Das Allianzwappen zeigt auf der linken Seite das Westernachsche Wappen, und auf der rechten Seite das Wappen der Familie Wiesenthau.
Jeremias Mayr war ein tüchtiger Werkmeister und wurde u. a. mit Arbeiten am Dillinger Schloss und an der Klosterkirche Neresheim beschäftigt. Erhart von Westernach war hoher Beamter des Bischofs von Augsburg und beauftragte Jeremias Mayr mit dem Neubau des Wohnhauses des Westernacher Kaplans in Schelklingen. Das Haus besticht durch seine elegante Erscheinung und qualitätvolle Ausführung: es ist vollständig aus Steinen errichtet und besitzt nach Süden hin einen hübschen Eckerker. Baugeschichtlich nimmt das Haus unter den anderen Schelklinger Häusern, welche traditionell Fachwerkbauten waren, eine Sonderstellung ein.

## Weitere Nutzung
Die Westernachsche Kaplanei verlor im 17. Jahrhundert ihr Einkommen. So verkaufte Kloster Urspring 1711 das Haus, weil es lange leer stand, an die Stadt Schelklingen, welche es in der Folgezeit als Stadtkanzlei nutzte. In der ersten Hälfte des 19. Jahrhunderts war es bürgerliches Wohngebäude. Seit 1858 wird das Haus als Stadtpfarrhaus genutzt und dient als Wohnung des jeweiligen katholischen Stadtpfarrers.
Das Gebäude steht unter Denkmalschutz und wurde in die Liste der Schelklinger Baudenkmale eingetragen.